# Lac de l'Alesani
Le lac de l'Alesani est un lac de barrage de la région Corse dans le sud du département de la Haute-Corse, sur le fleuve Alesani à 147 m d'altitude. Le lac couvre 49 ha et contient 11 300 milliers de m3 d'eau. Il sert pour la production d'électricité, l'irrigation et l'alimentation des communes.

## Présentation du barrage
Mis en service en 1970, ce barrage en enrochements mesure 155 m de long pour 65 m de haut. La crête est à 165 m d'altitude.